# Rhyacophila wolongensis
Rhyacophila wolongensis är en nattsländeart som beskrevs av Malicky 1995. Rhyacophila wolongensis ingår i släktet Rhyacophila och familjen rovnattsländor. Inga underarter finns listade i Catalogue of Life.